# Hypofosforzuur
Hypofosforzuur valt onder de minerale zuren en heeft de formule {\displaystyle {\ce {H4P2O6}}} waarbij forsfor een formeel oxidatiegetal heeft van +4. In vaste toestand komt het voor als het dihydraat: {\displaystyle {\ce {H4P2O4.2H2O}}}. De structuur is essentieel anders dan in de pyro- en polyfosfaten als ADP of ATP. Dat zijn per saldo zuuranhydrides waarbij de binding tussen de groepen via een zuurstof-atoom gerealiseerd wordt. In hypofosforzuur zijn de fosforatomen direct met elkaar verbonden door een fosfor-fosfor-binding. De twee fosfor-atomen zin chemisch identiek. In een structuurisomeer van deze verbinding Isohypofosforzuur is een van de fosforatomen aan waterstof gebonden en verloopt de koppeling van de fosfor-atomen via een zuurstofatoom. Daarmee is dat een gemengde valentieverbinding van fosfor, dat de oxidatiegetalen +3 en +5 heeft, en kan de stof beschouwd worden als een gemengd zuuranhydride van fosforzuur en fosfonzuur.

## Synthese
De het dinatriumzout kan bij kamertemperatuur bereidt worden in een reactie van rode fosfor met natriumchloriet. Door tovoegen van {\displaystyle {\ce {NaOH}}} aan het mengsel ontstaat het tetranatriumzout:
{\displaystyle {\ce {2P\ +\ 2NaClO2\ +\ 8H2O\ ->\ Na2H2P2O6.6H2O\ +\ 2HCl}}}
{\displaystyle {\ce {2P\ +\ 2NaClO2\ +\ 2NaOH\ +\ 10H2O\ ->\ Na4P2O6.10H2O\ +\ 2HCl}}}
Als witte fosfor, gedeeltelijk in water  liggend, aan de lucht oxideert wordt een mengsel gevormd van hypofosforzuur, fosforzuur en fosforigzuur.
Het tetra-natriumzout {\displaystyle {\ce {Na4P2O6.10H2O}}} kristalliseert bij pH = 10, het dinatriumzout kristalliseert als dihydraat bij pH = 5,2. Het dinatriumzout kan met behulp van een ionenwisselaar omgezet worden in het zuurdihydraat:
{\displaystyle {\ce {NaH2P2O6\ ->[{\ce {ionenwisselaar}}]\ H4P2O6}}}
Het watervrije zuur kan vervolgens verkregen worden door het dihydraat te drogen boven fosforpentoxide of uit de reactie van loodhypofosfaat met waterstofsulfide:
{\displaystyle {\ce {Pb2P2O6\ +\ 2H2S\ ->\ H4P2O6\ +\ 2PbS}}}

## Eigenschappen
Hypofosforzuur kan 4 waterstof-ionen afstaan, waarbij ook vier pKz constanten horen: 2,2; 2,8; 7,3 en 10,0.
Watervrij hypofosforzuur disproportioneert bij staan: er ontstaat een mengsel van isohypfosforzuur {\displaystyle {\ce {(\ HPO(OH)OPO(OH)2\ )}}}, pyrofosforzuur {\displaystyle {\ce {( \ (HO)2P(O)-O-P(O)(OH)2 \ )}}} en pyrofosforigzuur {\displaystyle {\ce {( \ (HO)2P-O-P(OH)2 \ )}}}
In heet zoutzuur is hypofosforzuur instabiel en hydrolyseert het naar fosforigzuur {\displaystyle {\ce {(\ H3PO3\ )}}} en fosforzuur {\displaystyle {\ce {(\ H3PO4\ )}}}.

## Structuur
Het anion heeft een op vorm die veel lijkt op een gestaggerd ethaan-molecuul.  De zuurstof-atomen aan de twee fosfor-atomen geven elkaar zoveel mogelijk ruimte, en de atomen aan het achterste fosfor-atoom zijn, kijkend langs de as van de fosfor-fosfor-binding, tussen de atomen aan het voorste fosfor-atoom te zien.
Als vast dihydraat bevat het zuur oxonium-ionen en kan het best beschreven worden als {\displaystyle {\ce {[H3O3^{+}]2[H2P2O6]^{2-}}}}. Het dihydraat is hiermee isostructureel met het diammoniumzout {\displaystyle {\ce {[NH4^{+}]2[H2P2O6]^{2-}}}} waarvoor de lengte van de binding tussen de fosfor-atomen is vastgesteld op 219 nm. De vorm van het anion vertoont erg veel gelijkenis met de staggered vorm van het ethaan-molecuul.
In het heptahydraat van het dinatriumzout {\displaystyle {\ce {(\ Na2H2P2O6.6H2O\ )}}} wordt dezelfde afstand tussen de fosfor-atomen gevonden. Een ander aspect van de structuur van het anion in die stof is het feit dat elk fosfor-atoom twee zuurstof-atomen op een afstand van 151 pm heeft en een OH-groep op 159 nm.

## Hypofosfaatzouten
Met dit anion is een groot aantal zouten bekend, waaronder:
- {\displaystyle {\ce {Ca2P2O6.2H2O}}}
- {\displaystyle {\ce {K4P2O6.8H2O}}}
- {\displaystyle {\ce {K3HP2O6.3H2O}}}
- {\displaystyle {\ce {K2H2P2O6.2H2O}}}
- {\displaystyle {\ce {KH3P2O6}}}

Bij staan aan de lucht hebben hypofosfaten de neiging te oxideren tot pyrofosfaat, met het {\displaystyle {\ce {P2O7^{4-}}}}-ion, waarin fosfor een oxidatiegetal van +5 heeft. Hypofosfaten zijn stabiel ten opzichte van de alkalihydroxides, maar in gesmolten natriumhydroxide worden ze snel omgezet in gewone fosfaten.

## Polyhypofosfaten
Polyhypofosfaten zijn bekend waarin lineaire anionen voorkomen, zoals {\displaystyle {\ce {Na5P3O8}}} waarin het ion {\displaystyle {\ce {O(PO2)3O^{5-}}}} voorkomt met een {\displaystyle {\ce {P\ -\ P\ -\ P}}}-keten en {\displaystyle {\ce {Na6P4O10.2H2O}}} met het anion {\displaystyle {\ce {O(PO2)4O^{6-}}}} met een keten van 4 fosfor-atomen. Het cyclische anion {\displaystyle {\ce {(PO)6^{6-}}}} ontstaat als een suspensie van rode fosfor in kaliumhydroxide wordt geoxideerd met broom.